# داريل شانون
داريل شانون هو لاعب هوكي الجليد كندي، ولد في 21 يونيو 1968 في باري في كندا.

## وصلات خارجية
- داريل شانون على موقع دوري الهوكي الوطني (الإنجليزية)
- داريل شانون على موقع قاعة مشاهير الهوكي (لاعب أن.إتش.أل) (الإنجليزية)
- داريل شانون على موقع EliteProspects.com (الإنجليزية)
- داريل شانون على موقع Eurohockey.com (الإنجليزية)
- داريل شانون على موقع HockeyDB.com (الإنجليزية)
- داريل شانون على موقع Hockey-Reference.com (الإنجليزية)